# Psychotria extensa
Psychotria extensa är en måreväxtart som beskrevs av Friedrich Anton Wilhelm Miquel. Psychotria extensa ingår i släktet Psychotria och familjen måreväxter. Inga underarter finns listade i Catalogue of Life.